# 두레자연고등학교
두레자연고등학교(두레自然高等學校)는 대한민국 경기도 화성시 우정읍 화산리에 있는 사립 고등학교이다.

## 학교 연혁
- 1998년 5월 28일 : 학교법인 수곡두레학원 설립 허가
- 1998년 11월 30일 : 두레자연고등학교 학교설립 인가(개교기념일)
- 1999년 3월 5일 : 두레자연고등학교 개교식 및 제1회 입학식
- 1999년 3월 5일 : 초대 한신교 교장 취임
- 2001년 2월 21일 : 두레자연고등학교 수련관(황토방 기숙사) 완공
- 2002년 2월 8일 : 두레자연고등학교 제1회 졸업식(19명)
- 2002년 3월 1일 : 경기도교육청 자율학교 시범 운영학교 지정
- 2004년 10월 18일 : 두레자연중고등학교 도서관(도서관명 생각하는나무) 개관
- 2004년 11월 23일 : 경기도교육청 지정 자율학교시범운영결과 합동보고회
- 2022년 3월 1일 : 혁신학교 지정
- 2024년 1월 5일 : 두레자연고등학교 제23회 졸업식(39명, 졸업생 누계 859명)
- 2024년 3월 4일 : 두레자연고등학교 제26회 입학(2학급 40명)

## 참고 자료
- 두레자연고등학교 - 한국교육학술정보원 학교알리미